# Kay Smits
Kay Kirsten Evert Smits (Geleen, 1997. március 31. –) holland válogatott kézilabdázó, az SG Flensburg-Handewitt játékosa.

## Pályafutása
Smits 2014-től két szezont a holland Limburg Lions csapatánál játszott, és két bajnoki címet szerzett ezalatt. 2015-ben részt vehetett a Bajnokok Ligája selejtezőjében 18 évesen gólt is szerzett, de végül főtáblára nem jutottak. 2015-ben a holland liga legnagyobb tehetségének választották. 2016-tól két évet a német másodosztályú Wilhelmshavener HV csapatában töltött. A 2017–2018-as szezonban 37 mérkőzésen 258 gólt szerzett, amivel a góllövőlista harmadik helyén végzett. Jó teljesítményének köszönhetően 2018-tól már a dán élvonalbeli Team Tvis Holstebro játékosa lett. Csapatával 2019-ben eljutott az EHF-kupa elődöntőjéig. 2020 februárjában úgy tűnt, hogy a német első osztályú SC Magdeburghoz igazol azonnal, de a koronavírus okozta bizonytalan gazdasági helyzet miatt végül csak tíz mérkőzésre vették kölcsön. Végleges átigazolására végül 2021-ben került sor. Utolsó dániai szezonjában csapata leggólerősebb játékosa volt, 200 bajnoki gólt szerzett. A magdeburgi csapatban Ómar Ingi Magnússon mögött második számú játékos volt a posztján, a több játéklehetőség miatt 2023 nyarán csapatot váltott, az SG Flensburg-Handewitt játékosa lett. Utolsó magdeburgi szezonjában Magnússon sérülése miatt Smits lett a csapat első számú jobbátlövője, a Bajnokok Ligájában 98 találatával csapata legjobbjaként a góllövőlista negyedik helyén végzett, csapatával pedig megnyerte a trófeát.
A holland válogatottban 2016 júniusában mutatkozhatott be a lengyel csapat elleni mérkőzésen. A 2020-as Európa-bajnokságon vett részt először nemzetközi tornán, ahol a három mérkőzésen szerzett 22 góljával csapata legeredményesebb játékosa volt. A 2022-es Európa-bajnokság közben pozitív koronavírus tesztet produkált, emiatt csak öt mérkőzésen tudott pályára lépni, de így is 45 góljával a góllövőlista negyedik helyén tudott végezni.

## Sikerei, díjai
- Holland bajnokság győztese: 2015, 2016
- Holland kupa győztes: 2015, 2016
- Német bajnokság győztese: 2022
- Bajnokok ligája győztes: 2023
- Európa-liga ezüstérmes: 2022